# Gorenje Laknice
Gorenje Laknice je naselje u slovenskoj Općini Mokronog - Trebelnu. Gorenje Laknice se nalazi u pokrajini Dolenjskoj i statističkoj regiji Donjoposavskoj regiji.

## Stanovništvo
Prema popisu stanovništva iz 2002. godine naselje je imalo 69 stanovnika.